# ヒア・アイ・スタンド
『ヒア・アイ・スタンド』（Here I Stand）は、アメリカ合衆国の男性R&B歌手、アッシャーのオリジナル・アルバム。

## 収録曲
1. フォーエヴァー・ヤング
日本盤ボーナス・トラック
2. ラヴ・イン・ディス・クラブ featuring ヤング・ジージー
3. ディス・エイント・セックス
4. トレーディング・プレイシズ
5. ムーヴィング・マウンテンズ
6. ワッツ・ユア・ネーム featuring ウィル・アイ・アム
7. プレイヤー・フォー・ユー(インタールード)
8. サムシング・スペシャル
9. ラヴ・ユー・ジェントリー
10. ベスト・シング featuring ジェイ・Z
11. ビフォア・アイ・メット・ユー
12. ヒズ・ミステイクス
13. アペタイト
14. ワッツ・ア・マン・トゥ・ドゥ
15. リヴォルヴァー
日本盤ボーナス・トラック
16. ライフタイム
17. ラヴ・イン・ディス・クラブ・パートII featuring ビヨンセ&リル・ウェイン
18. ヒア・アイ・スタンド
19. ウィル・ワーク・フォー・ラヴ